# Panicum molinioides
Panicum molinioides är en gräsart som beskrevs av Carl Bernhard von Trinius. Panicum molinioides ingår i släktet vipphirser, och familjen gräs. Inga underarter finns listade i Catalogue of Life.